# Cruz das Almas
Cruz das Almas è un comune del Brasile nello Stato di Bahia, parte della mesoregione Metropolitana de Salvador e della microregione di Santo Antônio de Jesus.
A Cruz das Almas ha sede l'università federale del Recôncavo di Bahia.